# 107ª Squadriglia
La 107ª Squadriglia del Servizio Aeronautico del Regio Esercito dal novembre 1916 volava con aerei Farman 14.

## Storia

### Prima guerra mondiale
Nasce come Sezione Difesa dell'Aeroporto di Roma-Centocelle nel mese di agosto 1916 sui Farman 14 diventando la 107ª Squadriglia il 22 novembre 1916.
Nel febbraio 1917 dispone di 4 piloti, 2 Savoia-Pomilio SP.2 e 5 Farman ma il 27 luglio un ciclone mette fuori uso tutti gli aerei.
In settembre arrivano altri Farman e Savoia-Pomilio SP.3 ed in estate dispone di 4 piloti.
In ottobre arriva una Sezione di S.P.2 con cannoncino ed al 15 dicembre il comandante è il Capitano Mario Ponis che dispone di altri 8 piloti.
Nel marzo 1918 arriva un Caproni con cannoncino e 2 piloti e nella tarda primavera transita su 6 Ansaldo S.V.A. 2 che producono degli incidenti di volo.
Alla fine del conflitto il comandante è il Cap. Enzo Giovannardi che dispone di altri 8 piloti.

### Guerra d'Etiopia
Il 25 febbraio 1935 si costituisce nell'ambito della Guerra d'Etiopia sull’Aeroporto di Torino-Mirafiori la 107ª Squadriglia AO caccia terrestre della Regia Aeronautica, comandata dal capitano pilota Gastone Gorelli. Il 7 marzo il reparto parte per Genova, da dove si imbarca per Mogadiscio il giorno 8; il 28 la nave arriva a Mogadiscio; il 23 maggio tutti i 9 Fiat C.R.20 sono stati collaudati. Il 2 ottobre l'unità risulta inquadrata nel 7º Stormo comandata da Virgilio Cianfarani a Mogadiscio (poi Aeroporto Internazionale Aden Adde); in dicembre risulta nel Gruppo autonomo caccia e ricognizione.
Al 15 gennaio 1936 era a Lugh Ferrandi (poi Aeroporto di Lugh Ganane).

### Africa Orientale Italiana
Al 3 agosto 1936 è inquadrata nel 9º Stormo di Dire Daua (poi Aeroporto di Dire Dawa) nell'Africa Orientale Italiana.
Al 1º ottobre 1936 è inquadrata nel XLV Gruppo autonomo di Mogadiscio.